# La servitù delle donne
La servitù delle donne è un saggio di John Stuart Mill pubblicato in Inghilterra nel 1869 e tradotto in Italiano nell'anno successivo.

## Contenuto
L'autore rivendica la parità dei sessi nel diritto di famiglia e il suffragio universale. Mill argomenta la sua tesi sostenendo che tale parità migliorerà anche gli uomini, i quali smetteranno di sentirsi superiori solo per il fatto di essere maschi e metterà fine all'ultimo residuo di schiavitù legale esistente dopo l'abolizione della schiavitù dei neri negli Stati Uniti.
Per supportare la sua tesi, Mill attacca la concezione di determinismo biologico, molto diffusa alla sua epoca, che relegava le donne a ruoli di domestici.

## Contesto
John Stuart Mill fu eletto nel Parlamento Inglese nel 1865. Mill era un aperto sostenitore del suffragio femminile e fece una campagna per un emendamento al Reform Act 1832 per includerlo nella legislazione britannica. In parlamento fu però sconfitto, dato che il governo era conservatore: tuttavia Mill pose la questione del suffragio femminile, che iniziò ad emergere come un tema rilevante nella società.
Nella sua Autobiografia, Mill attribuisce alla propria moglie, Harriet, la propria convinzione in tali principi di uguaglianza, non solo come idee astratte.

## Edizioni

### Italia
- John Stuart Mill, La servitù delle donne, traduzione di Anna Maria Mozzoni, Milano, Legros, 1870.
- John Stuart Mill, La servitù delle donne, traduzione di Anna Maria Mozzoni, Milano, Luciano Carabba, 1926.
- John Stuart Mill, La servitù delle donne, traduzione di Anna Maria Mozzoni, prefazione di Pierangelo Buttafuoco e Mariarosa Mancuso, BUR, 2011, ISBN 9788858623602.
- John Stuart Mill, La servitù delle donne, traduzione di Barbara Gambaccini, Massa, Edizioni Clandestine, 2019, ISBN 9788865968758.